# Heterokamaka lutensis
Heterokamaka lutensis is een vlokreeftensoort uit de familie van de Kamakidae. De wetenschappelijke naam van de soort is voor het eerst geldig gepubliceerd in 2010 door Hou, Pan & Li.